# (74253) 1998 SR74
(74253) 1998 SR74 – planetoida z pasa głównego asteroid okrążająca Słońce w ciągu 4,17 lat w średniej odległości 2,59 j.a. Odkryta 21 września 1998 roku.